# Hellamalthonica spinipalpis
Espèce
Synonymes
- Malthonica spinipalpis Deltshev, 1990

Hellamalthonica spinipalpis est une espèce d'araignées aranéomorphes de la famille des Agelenidae.

## Distribution
Cette espèce est endémique de Grèce. Elle se rencontre au Péloponnèse, en Grèce-Centrale et en Attique.

## Description
Le mâle holotype mesure 2,88 mm et la femelle paratype 3,06 mm.

## Systématique et taxinomie
Cette espèce a été décrite sous le protonyme Malthonica spinipalpis par Deltshev en 1990. Elle est placée dans le genre Hellamalthonica par Bosmans en 2023.

## Publication originale
- Deltshev & Paraschi, 1990 : « A contribution to the study of spiders (Araneae: Dysderidae, Salticidae, Agelenidae) in Greece, with a description of a new species (Malthonica spinipalpis Deltshev, sp. n. Agelenidae). » Biologia Gallo-Hellenica, vol. 17, p. 3-12.